# Suris

Suris este o comună în departamentul Charente, Franța. În 1 ianuarie 2018 avea o populație de 250 de locuitori.